# 舍格拉
舍格拉是沙特阿拉伯的城鎮，位於該國中部，距離首都利雅得約190公里，由麥加省負責管轄，面積16平方公里，該鎮土地肥沃，2010年人口26,651。

## 外部連結
- （页面存档备份，存于）